# Трансформація (генетика)
Трансформація — генетична модифікація клітини шляхом введення і подальшої експресії в ній чужорідного генетичного матеріалу (ДНК).
Зараз це загальна лабораторна процедура в молекулярній біології. У 1944 році ефект був вперше продемонстрований Освальдом Евері, Коліном Маклеодом і Макліном Маккарті, які провели переніс гена до бактерії Streptococcus pneumoniae. Евері, Маклеод і Маккарті назвали такий переніс ДНК і, як наслідок, експресію перенесених генів трансформацією.

## Історія відкриття
- 1928 — Фредерік Гріффіт перетворив непатогенних бактерій Pneumococcus в патогенні, змішуючи їх із вбитими патогенними бактеріями.
- 1944 — Освальд Евері, Колін Маклеод[en] і Маклін Маккарті[en] виявили, що перетворюючим фактором є ДНК і назвали процес трансформацією.

### Трансформація чи трансфекція?
У використанні цих термінів у сучасній біотехнології є певні нюанси. Історично «трансформація» означала фенотипові зміни, які викликані експресією чужорідного гену в організмі. А процес переносу чужорідної ДНК називали «трансфекцією». Казали, що трансфекція призводить до трансформації: «the transfection leads to a transformation».
З часом ці нюанси розмились і вбудова чужорідного гену в геном автоматично називається трансформацією. Втім, у тваринній генній інженерії залишився термін трансфекція, який означає переніс молекулярного вектора, що містить ген, у клітину, що не призводить до вбудовування його в геном. Натомість у рослинній біології подібний термін не прижився і у випадку переносу вектора без вбудовування гену в геном називають транзієнтною, тобто тимчасовою, трасформацію.
У випадку бактерій, термін «трансформація» не використовується, якщо генетичні зміни були викликані процесами трансдукції або кон'югації, при яких передача ДНК здійснюється за допомогою бактеріофагів та кон'югаторних плазмід.

## Механізми

### Бактерії
В бактеріях для опису процесів трансформації використовується термін компетентність — стан, коли бактерії мають здатність приймати ДНК із зовнішнього середовища. Існують дві форми компетентності, природна і штучна.

#### Природна компетентність
Бактерії багатьох видів (можливо, більшості) природно здатні до прийняття ДНК. В стані компетентості бактерії виробляють особливий низькомолекулярний білок (фактор компетентності), що активує синтез автолізину, ендонуклеази і ряду факторів транскрипції. Автолізин частково руйнує клітинну стінку, що сприяє проникненню ДНК через неї, а також знижує чутливість бактерій до осмотичного шоку. В стані компетентності також знижується загальна інтенсивність метаболізму.
Еволюційна функція генів, що кодують вищезгадані ензими, спірна. Хоча більшість підручників і дослідників припускають, що клітини приймають ДНК, щоб придбати нові версії генів, простішим поясненням, яке відповідає більшості спостережень, є те, що клітини приймають ДНК переважно як джерело нуклеотидів, які можуть використовуватися безпосередньо або бути метаболізованими і використовуватися для інших цілей. Частіше за все бактерії, що природно піддаються трансформації, експресують свої гени компетентності тільки за специфічних умов, часто у відповідь на харчовий тиск. Як тільки ДНК потрапляє до цитоплазми клітини, вона часто розрізається клітинними нуклеазами, або завдяки процесу генетичної рекомбінації вона може бути вбудована в бактеріальний геном. Природна трансформація ефективна у випадку лінійної ДНК, але не кільцевої ДНК плазмід.

#### Штучна компетентність
Штучна компетентність не кодується в генах клітин. Натомість, вона викликається лабораторними процедурами, в яких клітини пасивно робляться проникними для ДНК, використовуючи умови, які зазвичай не зустрічаються в природі. Ці процедури порівняно легкі і прості, і широко використовуються в молекулярній біології і генній інженерії бактерій. Штучно компетентні клітини стандартних бактеріальних штамів навіть виробляються комерційно, їх можна придбати замороженими і готовими для використання. 
Охолодження клітин при наявності двовалентних катіонів, наприклад Ca2+ (у CaCl2), робить клітинні мембрани більш проникними до плазмідної ДНК. Бактерії культивуються з ДНК, а потім раптово нагріваються (до 42 °C протягом 30—60 секунд), що примушує ДНК до проникнення до клітини. Цей метод добре працює для кільцьової ДНК плазмід, але не для лінійних фрагментів хромосомної ДНК. Ефективність трансформації для високо компетентних клітин становить близько 108 випадків трансформації на мкг ДНК плазміди. Низько-компетентні клітини дають 104 / мкг або менше. Хороші непромислові підготовки повинні надати 105-106 трансформацій на мкг ДНК плазміди. Максимальна кількість компетентних клітин спостерігається в кінці фази логарифмічного росту і при подальшому суворому дотриманні низьких температур (4 °C) середовища при приготуванні клітин.
Електропорація — інший спосіб створення отворів в клітинах, раптово шокуючи їх електричним струмом з напругою 100—200 В/мм. Плазмідна ДНК може проникнути до клітини через ці отвори. Природні механізми відновлення мембрани згодом латають ці отвори. Особливість цього методу полягає в тому, що середовище, в якому знаходяться клітини, повинні бути знесолені для запобігання короткого замикання.
Плазміди містять послідовності, що дозволяють їм реплікуватися у клітині незалежно від хромосоми. В експериментах використовуються плазміди, які містять ген стійкості до антибіотиків і бактеріальні штами, що не мають стійкості до цього антибіотику (так звана селекція). Тому, тільки трансформовані бактерії можуть вижити на селективному середовищі з цим антибіотиком. Наприклад, плазміда, що містить ген, який кодує білок β-лактамазу (тобто містить bla-ген), робить бактерій стійкими до ампіциліну. Бактерії потім вирощуються на середовищі з ампіциліном, вбиваючи бактерій, які не прийняли bla-ген.
Інший спосіб детекції клітин, що пройшли трансформіцію, — скрінінг, тобто використання генів, що роблять трансформовані бактерії візуально відмінними. Наприклад, для цього використовується галактозидазний тест або експресія флюоресцентних білків, таких як GFP.

### Дріжджі та інші гриби
Відомо кілька методів трансформації дріжджів:
- Високоефективна трансформація (High Efficiency Transformation) згідно з протоколом, запропонованим Gietz та Woods [1]
- Дво-гібридний протокол (Two-hybrid System Protocol): Дво-гібридна система залучає використання двох різних плазмід в єдиній клітині дріжджів. Одна плазміда містить ген або послідовність ДНК, що повинні бути внесені до клітин, а інша плазміда містить бібліотеку генома або кДНК (cDNA) .
- Швидкий протокол трансформації (Rapid Transformation Protocol) — див. посилання на статтю Gietz/Wood вище.
- Протокол замерзлих дріжджів (Frozen Yeast Protocol) дозволяє приготування замерзлих клітин дріжджів, компетентних для трансформації після розморожування.
- Генетична гармата (Gene Gun Transformation) — бомбардування клітин золотими або вольфрамовими частинками покритими ДНК.
- Протопластна трансформація (Protoplast Transformation) — грибні клітини можуть бути перетворені на протопласти, які можуть приймати ДНК із розчину і трансформуватися.

### Рослини

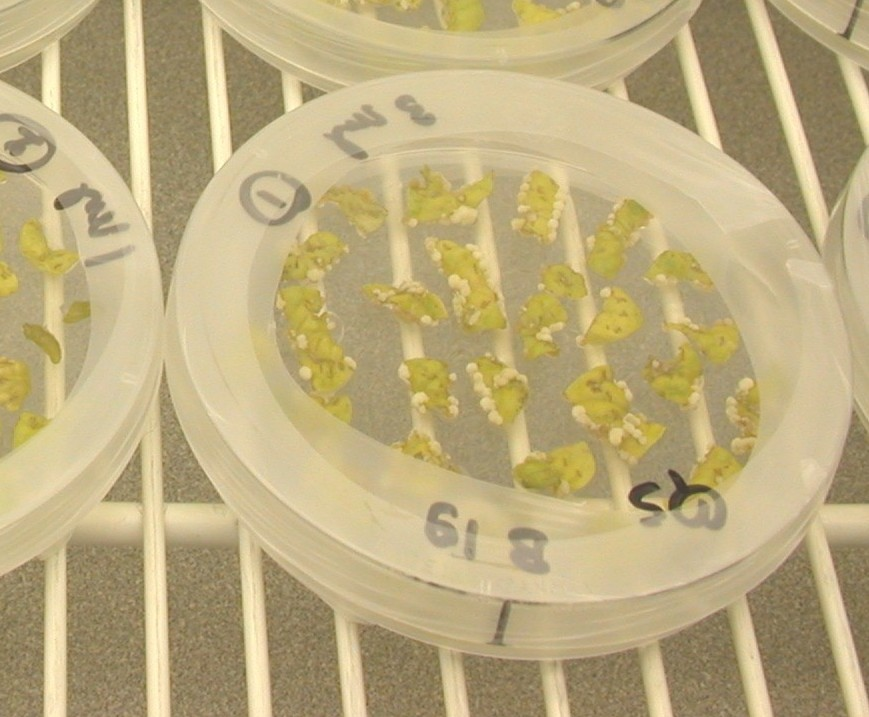
Рослина (S. chacoense) трансформовані використовуючи Agrobacterium tumefaciens. Трансформовані клітини формують калус на листових експлантах

Доступні механізми перенесення ДНК до рослинних організмів включають:
- Трансформація за допомогою Agrobacterium tumifaciens. Agrobacterium tumifaciens — це природна бактерія, яка паразитує на рослинах і містить спеціальну Ti — плазміду, в склад якої входить Т-ДНК, що здатна проникати в клітину рослини господаря і вбудовуватись в геном, а також vir-гени, відповідальні за процес переносу ДНК. Т-ДНК містить гени синтезу рідкісних амінокислот і вуглеводів (опінів), якими живиться бактерія, а також гени фітогормонів, що спричиняють пухлиноподібний ріст рослинних тканин. Рецептори на поверхні бактерії сприймають продукти розпаду рослинної клітинної стінки, в результаті чого активуються vir-гени, продукти яких сприяють процесу переносу Т-ДНК в рослинну клітину. Сама бактерія в рослинну клітину при цьому не потрапляє. Для генетичної трансформації рослинної клітини використовують бінарну веторну систему, яка складається з плазміди, що містить Т-ДНК, де гени синтезу опінів і пухлиноутворюючих фітогормонів замінені на цільовий ген, який має вбудуватись і хелперної плазміди, що містить vir-гени, що обслуговують процес переносу ДНК. [2][3]. Рослинна тканина (найчастіше, листя) нарізається на маленькі шматки, (близько 10x10 мм) і поміщається на 10 хвилин в середовище з Agrobacterium, який містить плазміду для перенесення. Здатність рослин утворювати на місці поранення меристематичну тканину, яка при певних умовах (фітогормональному складі середовища in vitro) здатна до регенерації і утворює вегетативні пагони з окремих трансформованих клітин. Далі рослини вирощуються на селективному середовищі. А для трансформації рослин та створення культур бородатих коренів використовують бактерії Agrobacterium rhizogenes.

Деякі види рослин можуть бути трансформовані методом in planta шляхом вакуумного "присмоктування" агробактерії до рослинної тканини. Це може бути як стабільна трансформація шляхом зараження квіток (в такому разі трансформується ембріональна тканина), а потім висіванням насіння на селективне середовищі, або транзієнтна, шляхом вакуумної інфільтрації ДНК в листок. 
- Генетична гармата, або балістична трансформація: Маленькі золоті або вольфрамові частинки покриваються чужорідною ДНК і вистрілюються в молоді рослинні клітини або ембріони. Деякий генетичний матеріал залишиться в клітинах і трансформує їх. Цей метод також дозволяє трансформацію рослинних органел - пластид. Ефективність трансформації нижче, ніж при трансформації за допомогою Agrobacterium, але більшість рослин можуть бути трансформовані цим методом.
- Електропорація: як і з бактеріями, отвори в клітинах рослин робляться, використовуючи електричний струм.
- Вірусна трансформація: Генетичний матеріал упаковується у відповідному рослинному вірусі, а потім змінений вірус використовується для інфекції рослини. Геноми більшості рослинних вірусів складаються з одноланцюгової РНК, який реплікується в цитоплазмі зараженої клітини. Так цей метод є трансфекцією, а не реальною трансформацією, тому що вставлені гени ніколи не досягають ядра клітини і не об'єднують з його геномом. Нащадки заражених рослин вільні від вірусу та від вставленого гена.

### Тварини
- Мікроін'єкція: використання дуже тонкої голки для ін'єкції ДНК безпосередньо в ядро ембріональних клітин.
- Вірусне перетворення: Аналогічно випадку з рослинами, генетичний матеріал упаковується у вірусі, який доставляє його до клітини. На відміну від рослин, у тварин цей метод часто приводить до дійсної трансформації.